# Viktorie Švihlíková
Viktorie Švihlíková (3. července 1915, Umaň, nyní Ukrajina – 11. srpna 2010, Vídeň) byla významná česká klavíristka, cembalistka a hudební pedagožka.

## Život
Jejím prvním učitelem byl její otec, učitel klavíru v Charkově. Studovala v Praze u profesora Viléma Kurze, Paříži u Isidora Philippa a v Berlíně u profesora Carla Adolfa Martienssena. V komorní hře byl jejím učitelem Václav Talich.
Od 40. let 20. století patřila k nejvýraznějším českým interpretům nastupující generace. Na koncertních pódiích v Československu i v zahraničí vystupovala především jako sólistka, proslula virtuózní technikou a širokým repertoárem, obsahujícím nejzávažnější díla klavírní literatury. Své kompozice jí dedikovala řada soudobých autorů, např. Ilja Hurník a Ivan Jirko, jejichž díla jako první zařazovala do svých recitálů a propagovala v zahraničí.
Přitahovala ji ale i oblast komorní hudby. Na počátku padesátých let založila společně se svým manželem, flétnistou Milanem Munclingerem komorní soubor Ars rediviva, který sehrál významnou roli při znovuobjevování barokní hudby. Z podnětu Milana Munclingera se poté věnovala zejména cembalové hře a otázkám stylově poučené interpretace. Jako sólistka souboru Ars rediviva se podílela na československých premiérách řady závažných skladeb předklasické hudby a také na prvních československých nahrávkách těchto děl (J. S. Bach, J. P. Rameau, F. Couperin, G. P. Telemann, A. Vivaldi, J. D. Zelenka, J. A. Benda, František Benda, F. X. Richter a další).
Proslula novou metodou klavírní hry, kterou vyučovala na vysoké hudební škole v Malmö, kde prožila po odchodu z Československa značnou část svého života. Po odchodu do důchodu v roce 1980 se usadila ve Vídni, kde později zemřela. Stala se spoluzakladatelkou hudební soutěže Prague Junior Note.

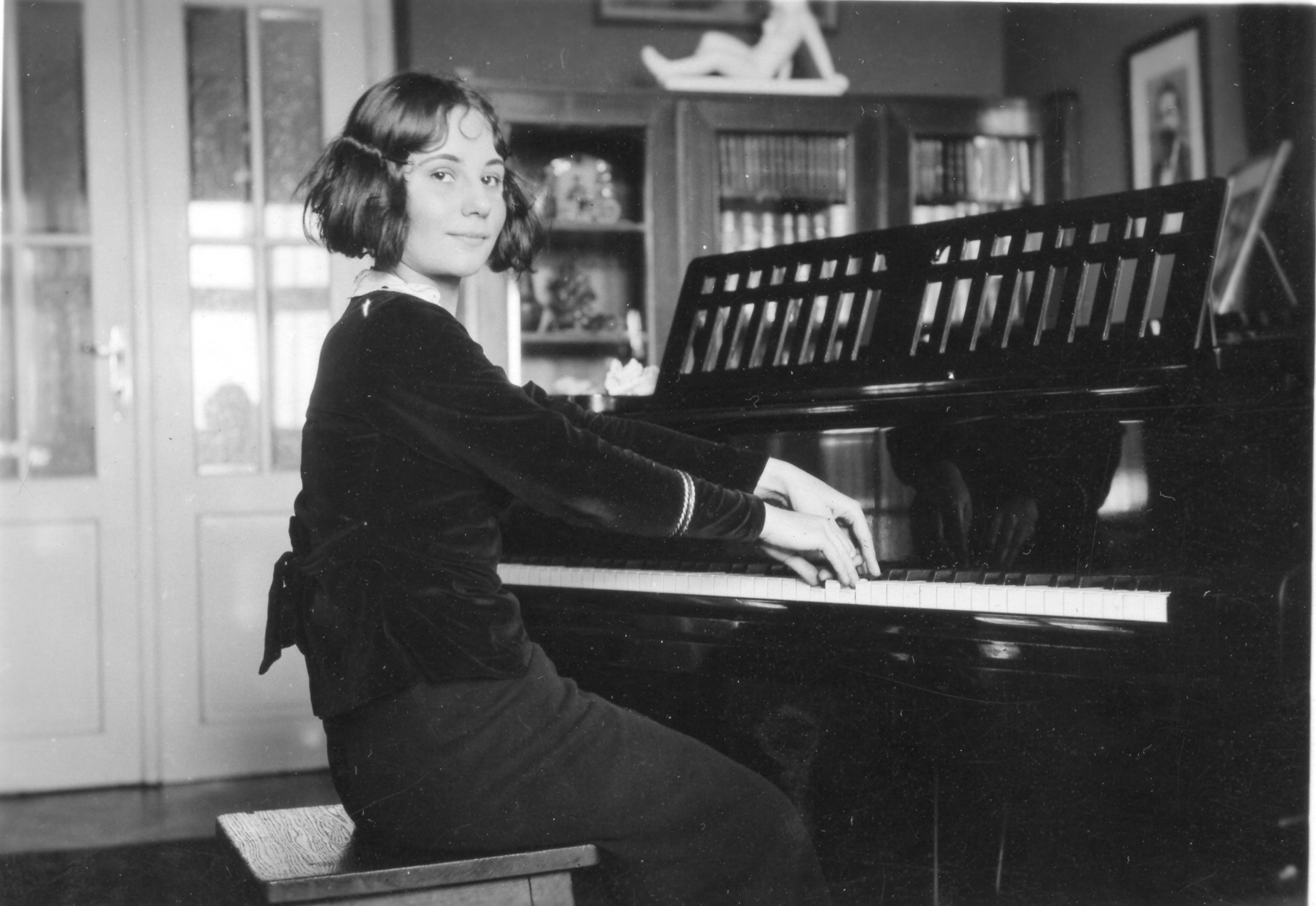
Viktorie Švihlíková na hodině u profesora Viléma Kurze, na obrazu nad klavírem Vilém Kurz starší

Koncertovala v mnoha zemích Evropy (např. Německo, Rakousko, Švýcarsko, Dánsko, Švédsko, Francie, Itálie) a je laureátkou prestižních mezinárodních soutěží. Spolupracovala se světově proslulými interprety, např. Bronislawem Hubermanem, Jean-Pierre Rampalem a mnoha dalšími.
Za svou pedagogickou a interpretační činnost byla mnohokrát vyznamenána (Grand Prix du Disque). V roce 2001 jí byla udělena cena Jana Masaryka Gratias agit.